# Патологизирующие роли
Патологизи́рующие роли — вид межличностных семейных ролей, оказывающих психотравмирующие действие, как и на исполнителя роли, так и на всю семью в целом.

## История понятия
Основной вклад в разработку понятия патологизирующих ролей внес Х. Рихтер (1970 год). Свое представление о разных видах патологизирующих ролей Х. Рихтер приводит в книге «Семья как пациент». Также к этому понятию обращались Э. Г. Эйдемиллер и В. В. Юстицкис. Помимо, собственно, патологизирующих ролей существует сходные понятия, но имеющие иные названия. Например: «стиль воспитания», касающийся взаимоотношений родителей и детей, и «характер супружеских взаимоотношений», оказывающий неблагополучной влияние на психическое здоровье одного из членов семьи.

## Причины возникновения патологизирующих ролей
По мнению Э. Г. Эйдемиллера система ролей в каждой конкретной семье должна соответствовать нескольким критериям:
1. Роли образовывают целостную систему. В случае возникновения серьёзных противоречий в требованиях к исполнителю роли, образуются значительные преграды на пути ее реализации. Например, в результате предъявления к женщине требований одинаково полноценно исполнять свою профессиональную роль, роль супруги и матери может возникнуть ролевая перегрузка, негативно сказывающая психическом здоровье индивида и жизнедеятельности всей семьи.
2. Общая совокупность ролей, исполняемая индивидом, призвана обеспечивать удовлетворение его потребностей в семье. Речь идёт о потребностях в симпатии, уважении, признании. У каждого члена семьи есть не только обязанности, предписанные его ролью, но в тоже время права.
3. Исполняемые индивидом роли соответствуют его возможностям. В том случае, если требования роли индивиду не под силу, могут обозначиться признаки тревоги, появляющиеся по причине сомнения в собственных способностях справиться с ролью, и нервно-психическое напряжение в качестве результата избыточного напряжения сил.
4. Исполняемая индивидом система ролей удовлетворяет как и его собственные потребности, так и потребности остальных членов семьи. Например, такая обстановка в семье, когда эмоциональная разрядка одного члена семьи происходит в основном за счет «срывов» на других членов семьи, является психотравмирующей для семьи как системы.

Нарушение приведенных критериев может привести к формированию патологизирующих ролей. В целях диагностики, а также лечения специалисту требуется анализировать не конкретного члена семьи, а всю семью в целом.

## Виды патологизирующих ролей
Э. Г. Эйдемиллер и Э. Г., Юстицкис попытались составить классификацию патологизирующих ролей. В качестве ее основания они предложили два критерия: сфера жизнедеятельности семьи, дезорганизация которой связана собственно с возникновением патологизирующих ролей, и мотив их возникновения. Выделяются групповые и индивидуальные патологизирующие семейные роли:

### Групповые патологизирующие роли
Групповые патологизирующие роли — роль исполняется всеми членами семьи. К групповым формам относятся, в том числе:
1. «Семья — крепость». В такой семье доминируют враждебное отношение к социальному окружению, стремление к изоляции и агрессивные формы реагирования.
2. «Семья — театр». В рамках такого типа семьи уважительное и участливое отношение членов семьи друг к другу выставляется на показ, но при этом в действительности их потребности в уважении, понимании и признании внутри семьи могут совершенно не удовлетворяться.
3. «Семья — санаторий». В такой семье основной идей является то, что ни внутри семьи, ни снаружи не должно быть никаких конфликтов. Негласно принято отсутствие серьезных проблем как таковых, а значит и обсуждений проблемных ситуаций. Конечно, это помогает сосредоточить всю энергию на исполнение, например, профессиональных ролей, но как следствие оказывает психотравмирующее воздействие на членов семьи ввиду невыполнения такой функции семьи, как эмоциональная поддержка, принятие и т. д.
4. «Семья с антисексуальной идеологией». Такой тип семьи возникает чаще всего под влиянием одного члена семьи, страдающего сексуальными дисфункциями.

Перечисленные виды патологизирующих ролей связаны с нарушением взаимоотношений семьи с внешним окружением. Например, семья, которая уже многие годы является участником затяжного судебного процесса, может сформировать установку изоляции от внешнего мира и демонстрировать позицию защиты от постоянно ожидающегося нападения. В этой семье наибольший авторитет будет иметь член семьи, лучше остальных разбирающийся в деталях юридических процессов. Но не каждая семья, оказавшаяся в условиях многолетнего судебного разбирательства, примеряет на себя патологизирующую роль, а только такая, где переструктурирование отношений семьи с социальным окружением была как бы желательна для одного из членов семьи. Так «семья — театр», постоянно борющаяся за определенный престижный статус в своем окружении, может быть сформирована ввиду желания члена семьи, имеющего проблемы в области самореализации.

### Индивидуальные патологизирующие роли
1. «Семейный козёл отпущения». Индивид, исполняющий данную роль, является мишенью для эмоционального отреагирования остальных членов семьи, разрядки напряжения. Довольно часто он спокойно относится к таким эмоциональным реакциям родни и принимает эту роль, осознавая её положительный эффект для семьи в целом.
2. «Позор семьи». Исполнитель этой роли признаётся семьей (или отдельными её членами) виновником всех несчастий. Зачастую он отвергает эту роль[3].
3. «Любимчик». Является посредником между конфликтующими членами семьи, носителем эмоционального начала, объединяющего семью, и тем самым он препятствует открытому решению проблемы, в чем и выражается патологизирующий характер этой роли.
4. «Бэби». Вечное дитя независимо от возраста, ему прощаются все проступки и прегрешения. Он также как и «любимчик» объединяет членов семьи в процессе его опеки.
5. «Больной член семьи». Патологизирующий характер этой роли проявляется в том, что семья, окунувшись в заботу о «страдальце», отодвигает на второй план реально существующие проблемы.

## Мотивы возникновения патологизирующих ролей
Мотивы имеют большое разнообразие, к ним относятся в том числе:
1. Маскировка личностных недостатков с целью поддержать положительную самооценку. Такой мотив характерен для «семьи с антисексуальной идеологией», где индивид, страдающий сексуальными дисфункциями, сводит к минимуму удовлетворение сексуально-эротической функции семьи, чтобы лишний раз не подвергать испытанию свою самооценку.
2. Следствия желания реализовывать социально нежелательные сценарии жизнедеятельности. Так, индивид, жаждущий безраздельного господства в семье, может настроить родственников на построение «семьи — крепости», где он сможет неограниченно пользоваться авторитетом, так как связь с окружением у такой семьи будет сведена к минимуму.
3. «Замещающее удовлетворение потребностей». Например, ребенок — «надежда семьи» или «вундеркинд» могут быть попыткой одного из членов семьи реализовать замещающим образом собственные потребности. Так, родители, которые осознают какие-либо карьерные упущения в своем прошлом могут попытаться реализоваться путем идентификации с ребенком.
4. Механизм проекции. Механизм проекции состоит в неосознаваемом присуждении другому человеку характерных для данной личности мотивов, черт и свойств. Например, индивид, который испытывает чувство агрессии к стороннему лицу, но тем временем убежден в порочности такого чувства, выходит из этого противоречия таким образом, что приписывает агрессивность другому человеку.
5. Желания освободиться от давления личных нравственных представлений. Человек, испытывающий такое желание, перекладывает функцию контроля за собой на другого члена семьи. Такой тип мотивов часто наблюдается у семей, где есть алкоголезависимые. Например, мать или супруга в таком случае обретают роль «опекуна», который заботится о том, чтобы «опекаемый» не возвращался к питию.

Для возникновения патологизирующих ролей требуются определенные предпосылки:
- существование неудовлетворённой потребности;
- существование потенциальной роли с подходящим свойством для «правомерного» удовлетворения «запретной» потребности;
- сильное влияние на семью индивида, желающего по разным мотивам перехода к комплексу патологизирующих ролей.

Нарушение любой из этих предпосылок используется в ходе работы психотерапевтов с такими семьями.

## Избавление от патологизирующих ролей
Работа психотерапевта с такой семьей зачастую начинается с членом семьи, наиболее страдающего от «патологизирующих ролей».
1. Этап 1. Мотивационный. Целью данного этапа является пробуждение у носителя «патологизирующей роли» желания увеличить личное влияние в семье, в особенности на члена семьи, заинтересованного в существовании этой «патологизирующих ролей».
2. Этап 2. Целью второго этапа является обучение члена семьи искать способы воздействия на того члена семьи, который заинтересован в сохранении «патологизирующей роли».
3. Этап 3. Обобщающий. Целью данного этапа является помощь члену семьи в осознании психологических особенностей индивида, заинтересованного в сохранении «патологизирующих ролей», особенно такие психологические качества, которые используются окружающими для воздействия на него.
4. Этап 4. Пробное изменение. Специалист обговаривает вместе с носителем «патологизирующих ролей» пожелания, обналиченные на первом этапе, касательно воздействия на другого члена семьи. Отбирается одно из них и обсуждается возможность воплощения его в реальность. Психотерапевт ставит клиенту задачу: достигнуть этой цели хотя бы в стороне взаимоотношений.

Появление и функционирование патологизирующих ролей определяются действием защитных механизмов, которые обусловлены личностными проблемами каждого члена семьи, а также нарушением функционирования семьи как целостной системы. Базой патологизирующих ролей является феномен семейных мифов, то есть нарушение представлений членов семьи друг о друге, о себе и семье в целом.